# Bonez MC
Bonez MC, pseudonimo di John Lorenz Moser (Amburgo, 23 dicembre 1985), è un rapper tedesco.

## Biografia
Originario di Amburgo e membro del gruppo musicale 187 Strassenbande, è salito al grande pubblico con l'uscita del primo album in studio Krampfhaft kriminell, che ha fatto il proprio ingresso alla 60ª posizione delle Offizielle Deutsche Charts. Ha conquistato risultati maggiori con il disco successivo High & Hungrig, in collaborazione con Gzuz e messo in commercio nel 2014, che si è piazzato in top ten nella graduatoria tedesca. È riuscito a conseguire cinque dischi al numero uno in Germania fra il 2016 e il 2021. Nella hit parade dei singoli tedesca ha ottenuto 149 ingressi, di cui otto al vertice.
La BVMI, IFPI Austria, IFPI Schweiz e la Związek Producentów Audio-Video hanno certificato oltre 8 milioni di unità fra album e brani, corrispondenti a un totale di 32 dischi d'oro, 16 platini e un diamante.

## Discografia

### Da solista

#### Album in studio
- 2012 – Krampfhaft kriminell
- 2014 – High & Hungrig (con Gzuz)
- 2016 – High & Hungrig 2 (con Gzuz)
- 2016 – Palmen aus Plastik (con RAF Camora)
- 2018 – Palmen aus Plastik 2 (con RAF Camora)
- 2020 – Hollywood
- 2020 – Hollywood Uncut
- 2022 – Palmen aus Plastik 3 (con RAF Camora)
- 2023 – High & Hungrig 3 (con Gzuz)
- 2024 – Gameboy

#### EP
- 2016 – High & Hungrig 2 (con Gzuz)
- 2018 – Vulcano EP (con RAF Camora)
- 2023 – Loveline EP

#### Singoli
- 2019 – Dschinni (con Gringo)
- 2019 – Zu echt (con Mortel)
- 2019 – Honda Civic
- 2020 – Shotz Fired
- 2020 – Roadrunner
- 2020 – Big Body Benz
- 2020 – Tilidin Weg
- 2020 – Niemals unter 1000 (feat. LX)
- 2020 – Angeklagt
- 2021 – 7 (con Ufo361)
- 2021 – Drück auf's Pedal (con Koushino e Camaeleon)
- 2021 – Auf mein Fahrrad (con LX)
- 2021 – Paradies (con Sa4 e Gzuz)
- 2021 – NBA (con Jalil)
- 2021 – Verpennt (con Sa4 e LX)
- 2021 – Turtlez (con Big Toe)
- 2021 – Tausend Nummern Remix (con Koushino e Camaeleon)
- 2021 – Roadrunner
- 2021 – Racks in den Socken (con Zined, Ajé e Olexesh)
- 2021 – Blaues Licht (con RAF Camora)
- 2021 – Eine Pille
- 2022 – Wenn ich will (con Gzuz)
- 2022 – Tag Team (con Frauenarzt)
- 2022 – Bob Marley (con LX e i Cratez)
- 2022 – Machen Geld (con Sa4)
- 2022 – Letztes Mal (con RAF Camora)
- 2022 – Sommer (con RAF Camora)
- 2022 – Taxi (con RAF Camora feat. Gzuz)
- 2022 – Buzz Down
- 2023 – YumYum (con Gzuz)
- 2023 – Sturkopf (con Gzuz)
- 2023 – Abziehen (con Gzuz)
- 2023 – Nix zu tun (con Gzuz e Olexesh)
- 2023 – Tanzen (con Gzuz)
- 2023 – Cinnamon Roll (con Gzuz)
- 2023 – Minimum (con HoodBlaq)
- 2023 – Alles nur kein Star
- 2023 – Gramm für Gramm (con Olexesh)
- 2023 – One Touch (00212) (con Silva)
- 2023 – Abturn (con Volo)
- 2023 – So
- 2023 – WTF?!
- 2023 – Draußen (con LX e Maxwell)
- 2023 – Telefon ohne Kabel
- 2023 – Mein Bett
- 2023 – Das ist Bonez
- 2023 – Fußballer
- 2023 – Money & Fame (con Ufo361)
- 2024 – Dopeboy (con Big Toe)
- 2024 – Auf alles! (con Nizi19)
- 2024 – Really (con Lucry & Suena e Young Dolph)
- 2024 – Unerlaubtes Fahren (con Gzuz)
- 2024 – Frisch aus der Trap (con Gzuz)
- 2024 – Basstard (con Juju)
- 2024 – Had Bock (con Trettmann)
- 2024 – Bad (con Gzuz)
- 2024 – 070 Shake (con Trettmann)
- 2024 – Tagesablauf (con Lucio101)
- 2024 – Toyota (2016)
- 2025 – Bissu Dumm¿ (con Nate57)
- 2025 – Elefanten
- 2025 – Hellcat (con LX)
- 2025 – Teller Penne (con LX)
- 2025 – Pizza salami (con LX e DeeVoe)
- 2025 – Selfie Stick (Anthem) (con LX e Lucry & Suena)

### 187 Strassenbande
- 2009 – 187 Strassenbande
- 2011 – Der Sampler II
- 2015 – Der Sampler III
- 2017 – Sampler 4
- 2021 – Sampler 5